# Blue Sky M
Die Blue Sky M war ein unter der Flagge von Moldawien fahrendes Küstenmotorschiff, das Schlagzeilen machte, nachdem es Ende Dezember 2014 mit mehreren hundert überwiegend syrischen Flüchtlingen aber ohne Mannschaft vor der italienischen Küste trieb. Die Mannschaft hatte sich unter die Flüchtlinge gemischt, um nicht als Schlepper verurteilt zu werden. Das Schiff wurde am Abend des 31. Dezember 2014 nach Gallipoli eingeschleppt.
Die Verwendung der Blue Sky M und den unter vergleichbaren Umständen eingeschleppten Flüchtlingsschiffen Baris, Sandy und Ezadeen führten zu einer umfangreichen Debatte über neue Schleusermethoden und die Flüchtlingspolitik im Mittelmeer.

## Geschichte

### Das Schiff
Das Küstenmotorschiff des Sietas Typ 81 wurde 1976 als Baunummer 785 bei der zur Sietas-Werft gehörenden Norderwerft in Hamburg gebaut. Auftraggeber des am 10. September 1976 vom Stapel gelaufenen Schiffes waren Helmut Baumgarten und Hermann Raap aus Grünendeich und Hamburg. Nach der Übergabe am 16. Oktober 1976 wurde das Kümo unter dem Namen Seefalke in Fahrt gesetzt. Am 27. Februar 1985 wurde der Frachter an die Reederei Claus Speck in Rendsburg verkauft und in Jorund umgetauft. Nach einer Umschreibung auf die Grade Universe Shipping Company in Limassol im Jahr 1994 folgte eine Neuvermessung, nach der das Schiff mit einer Bruttoraumzahl von 2240 und einer Tragfähigkeit von 2560 Tonnen angegeben war. Im Jahr 2000 wurde das Schiff ohne Umbenennung an Praia Navigation in Limassol weitergegeben und 2009 erfolgte ein Verkauf an Eastsun Marine in Giurgiulești und eine Umbenennung auf den Namen Bushra Pride. 2011 folgte eine Weiterveräußerung an die ebenfalls in Giurgiulești ansässige Fairway Navigation, die das Schiff auf den Namen Blue Sky M tauften.

### Als Flüchtlingsschiff
Im Oktober 2014 hatte die Blue Sky M den türkischen Hafen Körfez angelaufen und befand sich Ende Dezember offiziell auf einer Reise nach Rijeka. Berichte der Grenzschutzagentur Frontex, wonach das Schiff am 30. Dezember 2014 führerlos vor der Küste von Korfu trieb, erwiesen sich als falsch. Zwar waren Flüchtlinge an Bord, jedoch bestand zu keinem Zeitpunkt für diese Lebensgefahr. Die italienischen Rettungskräfte wurden aufgrund einer fingierten SOS-Meldung an Bord gerufen und übernahmen die Kontrolle des Schiffes.